# 더 드리머
《더 드리머》는 KBS 2TV에서 방영된 특집 텔레비전 프로그램이다.

## 기획 의도
대중적으로 널리 알려진 e스포츠 선수들과 함께 e스포츠에 대한 이야기를 나누는 토크쇼.

## 방송 시간
| 방송 채널 | 방송 기간       | 방송 시간               |
| KBS 2TV   |                 |                         |
| --------- | --------------- | ----------------------- |
| KBS 2TV   | 2020년 1월 20일 | 월요일 밤 23:40 ~ 00:40 |

## 출연자

### 진행
- 김희철
- 박소현 (아나운서)

### 출연
- 전용준
- 이현우
- 이상혁
- 문호준

## 시청률
| 회차 | 방송일   | AGB 시청률     |
| 회차 | 방송일   | 대한민국(전국) |
| ---- | -------- | -------------- |
| 1    | 1월 20일 | 1.2%           |